# Pallacanestro Femminile Schio 2010-2011
Questa voce raccoglie le informazioni riguardanti la Famila Wüber Schio nelle competizioni ufficiali della stagione 2010-2011.

## Stagione
La stagione 2010-2011 è stata la diciannovesima consecutiva che la squadra scledense ha disputato in Serie A1.

## Verdetti stagionali
Competizioni nazionali
- Serie A1: (32 partite)

stagione regolare: 1º posto su 12 squadre (21-1);
play-off: finale vinta contro Taranto (3-2).
- Coppa Italia: (4 partite)

finale vinta contro Umbertide.
- Supercoppa italiana: (1 partita)

gara persa contro Taranto (72-75).
Competizioni europee
- EuroLega: (13 partite)

stagione regolare: 3º posto su 6 squadre nel gruppo D (6-4);
Ottavi di finale persi contro Spartak Regione di Mosca.

## Roster
|    | Naz.                                  | Ruolo | Sportivo            | Anno | Alt. |  |  |
| -- | ------------------------------------- | ----- | ------------------- | ---- | ---- |  |  |
| 4  | Italia (bandiera)                     | P     | Chiara Pastore      | 1986 | 172  |  |  |
| 5  | Italia (bandiera)                     | P     | Elisabetta Moro     | 1975 | 170  |  |  |
| 6  | Italia (bandiera)                     | G     | Maria Zanella       | 1992 | 172  |  |  |
| 7  | Israele (bandiera)                    | PG    | Liron Cohen         | 1982 | 173  |  |  |
| 8  | Stati Uniti (bandiera)                | C     | Janel McCarville    | 1982 | 188  |  |  |
| 10 | Slovenia (bandiera)                   | A     | Maja Erkič          | 1985 | 183  |  |  |
| 11 | Italia (bandiera)                     | GA    | Raffaella Masciadri | 1980 | 185  |  |  |
| 12 | Italia (bandiera)                     | A     | Emanuela Ramon      | 1982 | 187  |  |  |
| 13 | Italia (bandiera)                     | C     | Elena Paparazzo     | 1973 | 193  |  |  |
| 14 | Francia (bandiera)                    | C     | Isabelle Yacoubou   | 1986 | 190  |  |  |
| 15 | Canada (bandiera) · Italia (bandiera) | AC    | Jenifer Nadalin     | 1983 | 187  |  |  |
| 20 | Italia (bandiera)                     | A     | Laura Macchi        | 1979 | 188  |  |  |